# Garde-marine

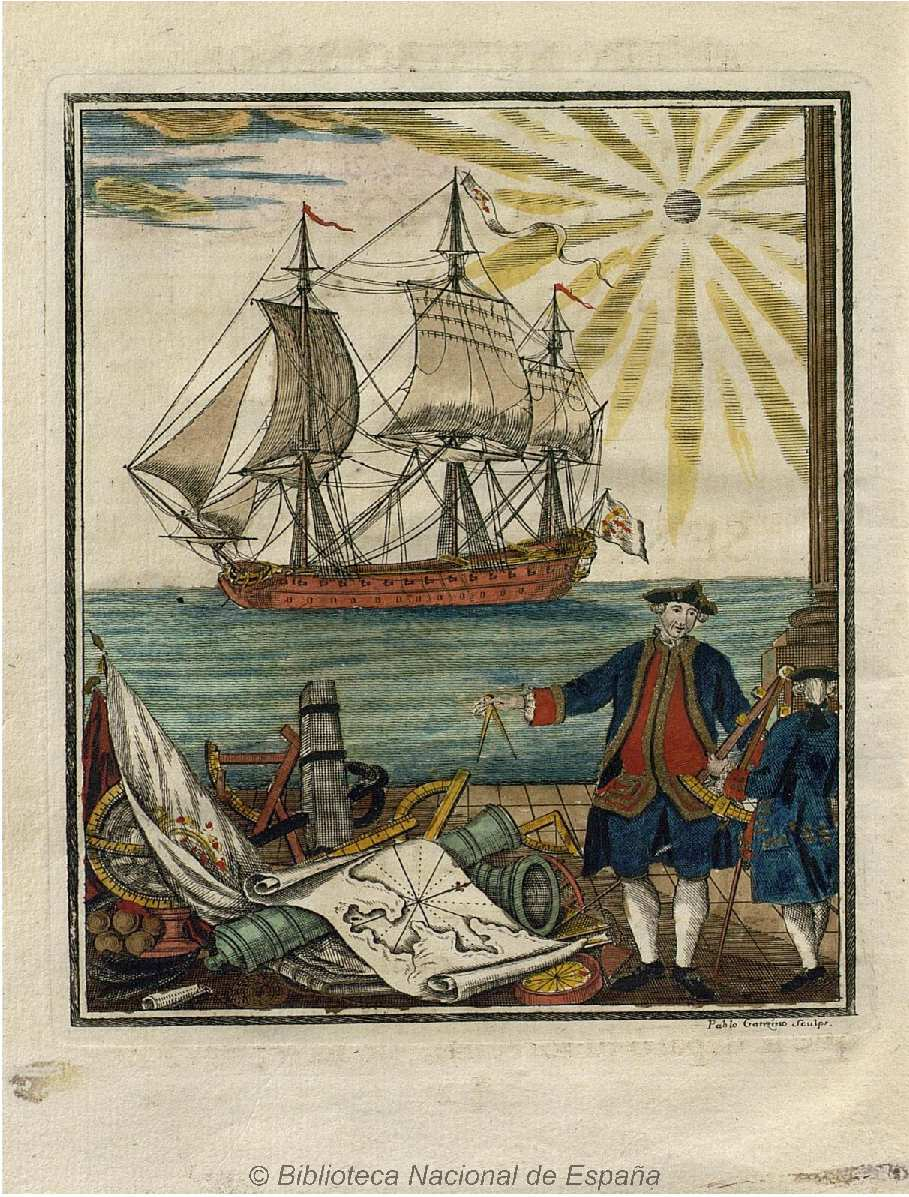
Traité des manœuvres navales pour l'instruction des garde-marines, frontispice de l'ouvrage de Santiago Agustin de Zuloaga, Espagne, 1766.

Le garde-marine est un terme d'origine française, contraction de « garde de la marine » qui désignait, de 1670 à 1786, le statut de jeunes gentilshommes en formation pour devenir officier de marine. Il a été ensuite traduit par plusieurs pays pour désigner soit le statut de jeunes en formation, soit un premier grade dans leur marine militaire.

## Argentine
Le grade de « guardiamarina » est le premier grade d'officier de la marine argentine, obtenu à la sortie de l’Escuela Naval Militar. Son insigne est composé d'un galon doré.

## Brésil
Le grade de « guarda-marinha » est le grade porté par les élèves-officiers de la marine brésilienne lors de leur scolarité à l'Escola Naval.

## Espagne
Le grade de « caballero guardiamarina » (chevalier garde-marine) ou de « dama guardiamarina » (dame garde-marine) est le grade d'élève-officier de la marine espagnole. Les élèves de l’Escuela Naval Militar portent ce grade pendant leurs quatre ans d'études. Ils sont ensuite promus alférez de fragata (enseigne de frégate) en sortant de l'école.

## France

### Généralités
Le terme « gardes de la marine » ou « gardes de marine », dit aussi « garde-marines » ou « garde-marine »,, a une origine française qui remonte à Richelieu en 1670. Il n'est plus utilisé en France depuis la fermeture des compagnies de gardes de la marine en 1786 par l'amiral de Castries.

### Historique
En France, l'organisation officielle de la formation initiale d'officiers pour la marine royale a son origine dans la création par Richelieu, en 1626, d'une compagnie d'archers dite des « gardes du Cardinal », qui prend, en 1627, le nom de « gardes du Grand-maître de la navigation ». Les « gardes » issus de cette formation ont la réputation d'être courageux dans les combats mais difficiles à gérer car arrogants et indisciplinés. 

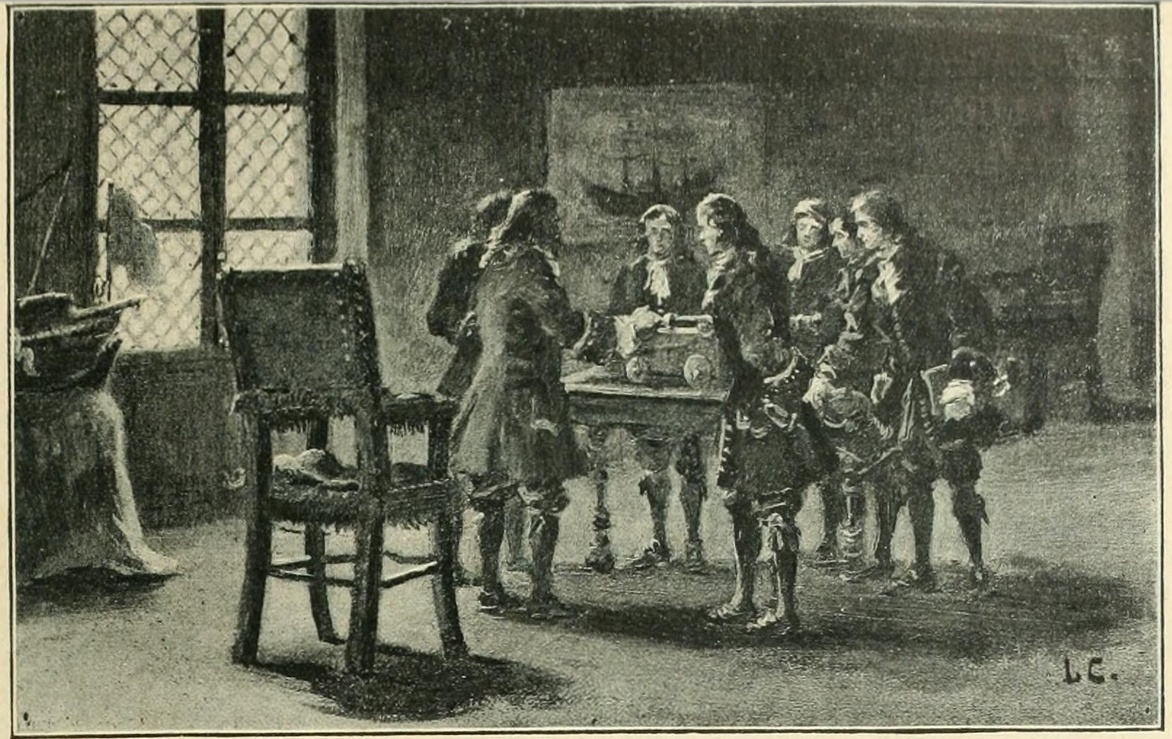
Gardes-marine étudiant l'artillerie en salle sous Louis XIV.

Sous Louis XIV, en 1669, une première réorganisation est effectuée par Colbert qui crée les « Compagnies des gardes de la marine », réservées aux seuls jeunes gentilshommes. Elles sont installées sur deux sites, à Rochefort et à Toulon. Cette même année, dans le même esprit est créée une formation spécifique pour les galères : « Gardes de l'Étendard réal des galères ». Quelques années plus tard, dans les années 1680, c'est son fils Jean-Baptiste Colbert de Seignelay qui structure cette formation, avec la création d'un programme détaillé sur une durée de quinze à vingt-cinq ans comprenant des périodes d'embarquement, notamment sur trois frégates attachées à ce service, et l'ouverture d'une troisième compagnie à Brest. En 1689, la formation passe sous la responsabilité des jésuites.
Le 18 novembre 1716, sous le règne de Louis XV, une ordonnance crée la compagnie des « gardes du pavillon » qui a notamment pour mission de servir l'amiral de France, sur terre comme en mer. Ses membres sont sélectionnés parmi les gardes de la marine. En décembre le roi décide que les gardes du pavillon, outre leurs embarquements sur les bâtiments de la marine Royale, pourront désormais embarquer, en temps de paix sur des navires de commerce et en temps de guerre sur des bâtiments corsaires. C'est le commandant qui décide de leur rang en fonction de leurs capacités ; leur solde est équivalente à celle d'un enseigne de vaisseau. En 1757, le secrétaire d'État à la Marine François Marie Peyrenc de Moras décide de faire une distinction, par la couleur de l'uniforme, entre les officiers de marine issus des gardes : « rouge », et ceux venant de la course, du commerce ou de la maistrance : « bleu ».
Il est à noter que la volonté de remettre en cause le critère de noblesse, jusque-là indispensable pour l'admission comme élève-officier de la Marine, aboutit à la création de l'éphémère École royale de la Marine du Havre (1773-1775), fondée pour devenir la seule école de formation des officiers de ce corps. Après la rapide suppression de cette école, leur instruction était à nouveau assurée au sein des compagnies de Gardes de la Marine. 
Le 1er janvier 1786, le maréchal Charles Eugène Gabriel de La Croix de Castries met fin à l'histoire des Gardes de la Marine en créant les « Élèves de la Marine » avec des classes toujours situées à Brest, Rochefort et Toulon, mais surtout avec une entrée sanctionnée par un examen. Le contenu de la formation diffère également avec des cours théoriques, tenant compte des innovations techniques et technologiques, alternant avec un service en escadre en mer. Mais la révolution arrive et cette nouvelle formation prendra fin en 1791.

## Italie
Le grade de « guardiamarina » est le second grade d'officier de la marine italienne. Son insigne est composé d'un galon doré. Il est obtenu à la sortie de l'Accademia Navale. Lors de leur formation à l'Accademia, les élèves portent le grade d’aspirante guardiamarina.

## Portugal
Le grade de « guarda-marinha » est le premier grade d'officier de la marine portugaise. Il est obtenue à la sortie de l'Escola Naval. Son insigne est composé d'un galon doré.

## Russie
Le grade de garde-marine, « гардемарин », est un grade de la Russie impériale qui exista de 1716 à 1917 et qui correspondait à la dernière année d'études pratiques de l'élève-officier qui devenait ensuite mitchman, correspondant au grade de sous-lieutenant. Il l'obtenait à la sortie des différentes écoles navales, dont celle de Saint-Pétersbourg, la plus prestigieuse.